# Demänovská Dolina
Demänovská Dolina är en ort och kommun i distriktet Liptovský Mikuláš i regionen Žilina i norra Slovakien. Den ligger i Demänovskádalen. Kommunen bildades år 1964. Demänovská Dolina hade 298 invånare (2016).